# Václav Frolík
Václav Frolík (* 23. května 1946 Kladno) je kladenský malíř a ilustrátor.

## Výstavy
- 2017: 35 let poté, Galerie Kladenského zámku
- 1985: Rozhovory, Galerie 55
- 1986: Tři (V. Frolík, Viktor Stříbrný, František Tomík), Galerie 55